# SunTrust Indy Challenge de 2009
O SunTrust Indy Challenge de 2009 foi a oitava corrida da temporada de 2009 da IndyCar Series. A corrida foi disputada no dia 27 de junho no Richmond International Raceway, localizado na cidade de Richmond, Virgínia. O vencedor foi o neozelandês Scott Dixon, da equipe Chip Ganassi Racing.

## Pilotos e Equipes
| Nº | Piloto              | Equipe                     | Chassis | Motor | Pneu |
| -- | ------------------- | -------------------------- | ------- | ----- | ---- |
| 2  | Raphael Matos (R)   | Luczo-Dragon Racing        | Dallara | Honda | F    |
| 3  | Hélio Castroneves   | Team Penske                | Dallara | Honda | F    |
| 4  | Dan Wheldon         | Panther Racing             | Dallara | Honda | F    |
| 5  | Mario Moraes        | KV Racing Technology       | Dallara | Honda | F    |
| 6  | Ryan Briscoe        | Team Penske                | Dallara | Honda | F    |
| 7  | Danica Patrick      | Andretti-Green Racing      | Dallara | Honda | F    |
| 9  | Scott Dixon         | Chip Ganassi Racing        | Dallara | Honda | F    |
| 10 | Dario Franchitti    | Chip Ganassi Racing        | Dallara | Honda | F    |
| 11 | Tony Kanaan         | Andretti-Green Racing      | Dallara | Honda | F    |
| 13 | E. J. Viso          | HVM Racing                 | Dallara | Honda | F    |
| 14 | Ryan Hunter-Reay    | A. J. Foyt Enterprises     | Dallara | Honda | F    |
| 18 | Justin Wilson       | Dale Coyne Racing          | Dallara | Honda | F    |
| 20 | Ed Carpenter        | Vision Racing              | Dallara | Honda | F    |
| 23 | Tomas Scheckter     | Dreyer & Reinbold Racing   | Dallara | Honda | F    |
| 24 | Mike Conway (R)     | Dreyer & Reinbold Racing   | Dallara | Honda | F    |
| 26 | Marco Andretti      | Andretti-Green Racing      | Dallara | Honda | F    |
| 27 | Hideki Mutoh        | Andretti-Green Racing      | Dallara | Honda | F    |
| 98 | Jaques Lazier       | Team 3G                    | Dallara | Honda | F    |
| 02 | Graham Rahal        | Newman/Haas/Lanigan Racing | Dallara | Honda | F    |
| 06 | Robert Doornbos (R) | Newman/Haas/Lanigan Racing | Dallara | Honda | F    |

- (R) - Rookie

## Resultados

### Treino classificatório
| Treino classificatório - 26 de junho | Treino classificatório - 26 de junho | Treino classificatório - 26 de junho | Treino classificatório - 26 de junho | Treino classificatório - 26 de junho | Treino classificatório - 26 de junho | Treino classificatório - 26 de junho | Treino classificatório - 26 de junho | Treino classificatório - 26 de junho |
| Pos                                  | Nº                                   | Piloto                               | Equipe                               | Volta 1                              | Volta 2                              | Volta 3                              | Volta 4                              | Tempo total                          |
| ------------------------------------ | ------------------------------------ | ------------------------------------ | ------------------------------------ | ------------------------------------ | ------------------------------------ | ------------------------------------ | ------------------------------------ | ------------------------------------ |
| 1                                    | 10                                   | Dario Franchitti                     | Chip Ganassi Racing                  | 16.2824                              | 16.1363                              | 16.0561                              | 16.0740                              | 1:04.5488                            |
| 2                                    | 9                                    | Scott Dixon                          | Chip Ganassi Racing                  | 16.3223                              | 16.2691                              | 16.0939                              | 16.1258                              | 1:04.8111                            |
| 3                                    | 3                                    | Hélio Castroneves                    | Team Penske                          | 16.3290                              | 16.1898                              | 16.2801                              | 16.2882                              | 1:05.0871                            |
| 4                                    | 6                                    | Ryan Briscoe                         | Team Penske                          | 16.2575                              | 16.2705                              | 16.2377                              | 16.3931                              | 1:05.1588                            |
| 5                                    | 02                                   | Graham Rahal                         | Newman/Haas/Lanigan Racing           | 16.4169                              | 16.3243                              | 16.3185                              | 16.3086                              | 1:05.3683                            |
| 6                                    | 2                                    | Raphael Matos (R)                    | Luczo-Dragon Racing                  | 16.6058                              | 16.3482                              | 16.2473                              | 16.2817                              | 1:05.4830                            |
| 7                                    | 13                                   | E. J. Viso                           | HVM Racing                           | 16.5500                              | 16.2864                              | 16.2855                              | 16.4801                              | 1:05.6020                            |
| 8                                    | 27                                   | Hideki Mutoh                         | Andretti-Green Racing                | 16.4797                              | 16.3767                              | 16.3582                              | 16.4091                              | 1:05.6237                            |
| 9                                    | 23                                   | Tomas Scheckter                      | Dreyer & Reinbold Racing             | 16.3920                              | 16.4028                              | 16.4074                              | 16.4747                              | 1:05.6769                            |
| 10                                   | 7                                    | Danica Patrick                       | Andretti-Green Racing                | 16.4997                              | 16.4473                              | 16.3649                              | 16.4627                              | 1:05.7746                            |
| 11                                   | 24                                   | Mike Conway (R)                      | Dreyer & Reinbold Racing             | 16.6942                              | 16.3088                              | 16.4012                              | 16.3975                              | 1:05.8017                            |
| 12                                   | 06                                   | Robert Doornbos (R)                  | Newman/Haas/Lanigan Racing           | 16.5608                              | 16.4056                              | 16.3905                              | 16.4683                              | 1:05.8252                            |
| 13                                   | 4                                    | Dan Wheldon                          | Panther Racing                       | 16.6203                              | 16.5911                              | 16.3777                              | 16.3275                              | 1:05.9166                            |
| 14                                   | 20                                   | Ed Carpenter                         | Vision Racing                        | 16.6650                              | 16.4696                              | 16.3727                              | 16.4170                              | 1:05.9243                            |
| 15                                   | 18                                   | Justin Wilson                        | Dale Coyne Racing                    | 16.4742                              | 16.4407                              | 16.5961                              | 16.5415                              | 1:06.0525                            |
| 16                                   | 26                                   | Marco Andretti                       | Andretti-Green Racing                | 16.8218                              | 16.5510                              | 16.4971                              | 16.4774                              | 1:06.3473                            |
| 17                                   | 11                                   | Tony Kanaan                          | Andretti-Green Racing                | 16.8059                              | 16.5769                              | 16.5376                              | 16.4864                              | 1:06.4068                            |
| 18                                   | 14                                   | Ryan Hunter-Reay                     | A. J. Foyt Enterprises               | 16.7996                              | 16.5933                              | 16.5212                              | 16.5450                              | 1:06.4591                            |
| 19                                   | 5                                    | Mario Moraes                         | KV Racing Technology                 | 16.7616                              | 16.8388                              | 16.6917                              | 16.8323                              | 1:07.1244                            |
| 20                                   | 98                                   | Jaques Lazier                        | Team 3G                              | 17.8492                              | 17.5612                              | 17.4858                              | 17.6107                              | 1:10.5069                            |
| Relatório                            |                                      |                                      |                                      |                                      |                                      |                                      |                                      |                                      |

- (R) - Rookie

### Corrida
| Corrida - 27 de junho | Corrida - 27 de junho | Corrida - 27 de junho | Corrida - 27 de junho      | Corrida - 27 de junho | Corrida - 27 de junho | Corrida - 27 de junho | Corrida - 27 de junho | Corrida - 27 de junho |
| Pos                   | Nº                    | Piloto                | Equipe                     | Voltas                | Tempo                 | Largada               | Voltas na Liderança   | Pontos                |
| --------------------- | --------------------- | --------------------- | -------------------------- | --------------------- | --------------------- | --------------------- | --------------------- | --------------------- |
| 1                     | 9                     | Scott Dixon           | Chip Ganassi Racing        | 300                   | 1:48:02.4703          | 2                     | 161                   | 52                    |
| 2                     | 10                    | Dario Franchitti      | Chip Ganassi Racing        | 300                   | +0.3109               | 1                     | 65                    | 41                    |
| 3                     | 02                    | Graham Rahal          | Newman/Haas/Lanigan Racing | 300                   | +2.4085               | 5                     | 0                     | 35                    |
| 4                     | 27                    | Hideki Mutoh          | Andretti-Green Racing      | 300                   | +13.5302              | 8                     | 74                    | 32                    |
| 5                     | 7                     | Danica Patrick        | Andretti-Green Racing      | 300                   | +14.1111              | 10                    | 0                     | 30                    |
| 6                     | 11                    | Tony Kanaan           | Andretti-Green Racing      | 299                   | +1 volta              | 17                    | 0                     | 28                    |
| 7                     | 26                    | Marco Andretti        | Andretti-Green Racing      | 299                   | +1 volta              | 16                    | 0                     | 26                    |
| 8                     | 2                     | Raphael Matos (R)     | Luczo-Dragon Racing        | 299                   | +1 volta              | 6                     | 0                     | 24                    |
| 9                     | 06                    | Robert Doornbos (R)   | Newman/Haas/Lanigan Racing | 299                   | +1 volta              | 12                    | 0                     | 22                    |
| 10                    | 4                     | Dan Wheldon           | Panther Racing             | 299                   | +1 volta              | 13                    | 0                     | 20                    |
| 11                    | 23                    | Tomas Scheckter       | Dreyer & Reinbold Racing   | 299                   | +1 volta              | 9                     | 0                     | 19                    |
| 12                    | 13                    | E. J. Viso            | HVM Racing                 | 299                   | +1 volta              | 7                     | 0                     | 18                    |
| 13                    | 20                    | Ed Carpenter          | Vision Racing              | 299                   | +1 volta              | 14                    | 0                     | 17                    |
| 14                    | 18                    | Justin Wilson         | Dale Coyne Racing          | 298                   | +2 voltas             | 15                    | 0                     | 16                    |
| 15                    | 14                    | Ryan Hunter-Reay      | A. J. Foyt Enterprises     | 298                   | +2 voltas             | 18                    | 0                     | 15                    |
| 16                    | 5                     | Mario Moraes          | KV Racing Technology       | 297                   | +3 voltas             | 19                    | 0                     | 14                    |
| 17                    | 3                     | Hélio Castroneves     | Team Penske                | 245                   | Contato               | 3                     | 0                     | 13                    |
| 18                    | 24                    | Mike Conway (R)       | Dreyer & Reinbold Racing   | 135                   | Contato               | 11                    | 0                     | 12                    |
| 19                    | 6                     | Ryan Briscoe          | Team Penske                | 26                    | Contato               | 4                     | 0                     | 12                    |
| 20                    | 98                    | Jaques Lazier         | Team 3G                    | 0                     | Contato               | 20                    | 0                     | 12                    |
| Relatório             |                       |                       |                            |                       |                       |                       |                       |                       |

- (R) - Rookie